# Jasna Boljević
Jasna Boljević (n. Tošković, n. 16 martie 1989, Podgorica, RSF Iugoslavia) este o handbalistă muntenegreană care joacă pentru clubul românesc CSU Știința București. Anterior a jucat la CS Rapid București, CS Măgura Cisnădie și HCM Roman. Boljević, care evoluează pe postul de intermediar dreapta, a făcut parte și din echipa națională a Muntenegrului, cu care a câștigat medalia de aur la Campionatul European din 2012.

## Palmares
- Campionatul European:
  -  Câștigătoare: 2012

- Liga Campionilor:
  - Calificări: 2009, 2013

- Cupa Cupelor EHF:
  -  Finalistă: 2013
  - Sfertfinalistă: 2010
  - Optimi: 2015
  - Turul 3: 2008

- Cupa EHF:
  - Optimi: 2009, 2012, 2016
  - Grupe: 2019
  - Turul 3: 2011
  - Turul 2: 2017, 2018

- Campionatul Franței:
  -  Medalie de bronz: 2013, 2014

- Campionatul Serbiei:
  -  Medalie de argint: 2009
  -  Medalie de bronz: 2011

- Cupa României:
  -  Finalistă: 2016

- Cupa Franței:
  - Semifinalistă: 2014
  - Sfertfinalistă: 2013

- Cupa Ungariei:
  -  Finalistă: 2012

- Cupa Serbiei:
  -  Câștigătoare: 2009
  -  Finalistă: 2010
  - Semifinalistă: 2011

- Cupa Ligii:
  -  Câștigătoare: 2013
  - Sfertfinalistă: 2014

- Supercupa României:
  -  Finalistă: 2014, 2016

## Statistică goluri și pase de gol
Conform Federației Române de Handbal, Federației Europene de Handbal și Federației Internaționale de Handbal:
| Sezon              | Echipă | Goluri |
| ------------------ | ------ | ------ |
|                    |        |        |
| 2014-15            |        |        |
| HCM Roman          | 122    |        |
|                    |        |        |
| 2015-16            |        |        |
| HCM Roman          | 152    |        |
|                    |        |        |
| 2016-17            |        |        |
| CSM Roman          | 86     |        |
|                    |        |        |
| 2017-18            |        |        |
| CSM Roman          | 124    |        |
|                    |        |        |
| 2018-19            |        |        |
| CS Măgura Cisnădie | 39     |        |
|                    |        |        |
| 2019-20            |        |        |
| CS Rapid București | 57     |        |
|                    |        |        |
| 2020-21            |        |        |
| CS Rapid București | 81     |        |

| Sezon                 | Echipă | Goluri |
| --------------------- | ------ | ------ |
|                       |        |        |
| 2014-15               |        |        |
| HCM Roman             | 1      |        |
|                       |        |        |
| 2015-16               |        |        |
| HCM Roman             | 9      |        |
|                       |        |        |
| 2016-17               |        |        |
| CSM Roman             | 8      |        |
|                       |        |        |
| 2017-18               |        |        |
| CSM Roman             | 27     |        |
|                       |        |        |
| 2018-19               |        |        |
| CS Măgura Cisnădie    | 19     |        |
|                       |        |        |
| 2019-20               |        |        |
| CS Rapid București    | 17     |        |
|                       |        |        |
| 2020-21               |        |        |
| CSU Știința București | 9      |        |

| Sezon     | Echipă | Goluri |
| --------- | ------ | ------ |
|           |        |        |
| 2013-14   |        |        |
| HCM Roman | 2      |        |
|           |        |        |
| 2015-16   |        |        |
| CSM Roman | 3      |        |

| Ediția                        | Echipă | Goluri | Pase de gol |
| ----------------------------- | ------ | ------ | ----------- |
|                               |        |        |             |
| Austria 2005                  |        |        |             |
| Serbia și Muntenegru junioare | 18     | 4      |             |

| Ediția             | Echipă | Goluri | Pase de gol |
| ------------------ | ------ | ------ | ----------- |
|                    |        |        |             |
| Macedonia 2008     |        |        |             |
| Muntenegru tineret | 17     | 5      |             |

| Ediția      | Echipă | Goluri | Pase de gol |
| ----------- | ------ | ------ | ----------- |
|             |        |        |             |
| Serbia 2012 |        |        |             |
| Muntenegru  | 2      | 1      |             |
|             |        |        |             |
| Suedia 2016 |        |        |             |
| Muntenegru  | 1      | -      |             |

| Ediția        | Echipă | Goluri | Pase de gol |
| ------------- | ------ | ------ | ----------- |
|               |        |        |             |
| Brazilia 2011 |        |        |             |
| Muntenegru    | 5      | 5      |             |

| Sezon                | Echipă | Goluri |
| -------------------- | ------ | ------ |
|                      |        |        |
| 2008-09 (Calificări) |        |        |
| ŽRK Naisa Niš        | 7      |        |
|                      |        |        |
| 2012-13 (Calificări) |        |        |
| Issy Paris Hand      | 4      |        |

| Sezon                      | Echipă | Goluri |
| -------------------------- | ------ | ------ |
|                            |        |        |
| 2007-08                    |        |        |
| ŽRK Petrol Bonus Podgorica | 4      |        |
| 2009-10                    |        |        |
| ŽRK Naisa Niš              | 27     |        |
|                            |        |        |
| 2012-13                    |        |        |
| Issy Paris Hand            | 30     |        |
|                            |        |        |
| 2014-15                    |        |        |
| HCM Roman                  | 19     |        |

| Sezon                           | Echipă | Goluri |
| ------------------------------- | ------ | ------ |
|                                 |        |        |
| 2008-09                         |        |        |
| ŽRK Naisa Niš                   | 12     |        |
|                                 |        |        |
| 2010-11                         |        |        |
| ŽRK Naisa Niš                   | 25     |        |
|                                 |        |        |
| 2011-12                         |        |        |
| Budapest Bank-Békéscsabai ENKSE | 20     |        |
|                                 |        |        |
| 2015-16                         |        |        |
| HCM Roman                       | 20     |        |
|                                 |        |        |
| 2016-17                         |        |        |
| CSM Roman                       | 6      |        |
|                                 |        |        |
| 2017-18                         |        |        |
| CSM Roman                       | 11     |        |
|                                 |        |        |
| 2018-19                         |        |        |
| CS Măgura Cisnădie              | 48     |        |